# Allomorf
Een allomorf is in de morfologie (taalkunde) een vormvariant van een morfeem. De betekenis van de verschillende allomorfen van een morfeem is dezelfde, maar de vorm ervan varieert, vaak afhankelijk van de fonologische omgeving waarin het morfeem voorkomt, soms afhankelijk van de morfologische of lexicologische omgeving waarin het morfeem voorkomt. Het begrip allomorf staat dus voor alles centraal in de morfofonologie.
Allomorfie kan zowel voorkomen bij gebonden morfemen (woorddelen die niet als zelfstandig woord kunnen voorkomen; over het algemeen zijn dit affixen) als bij vrije morfemen (woorddelen die wel als zelfstandig woord kunnen voorkomen). In het laatste geval spreekt men van stamallomorfie. Overigens is een allomorf van een vrij morfeem vaak een vorm die zich als zodanig niet als zelfstandig woord manifesteert, zoals het eerste deel in de samenstelling scheep-vaart. 
Het klassieke voorbeeld van affix-allomorfie in het Nederlands is die van het diminutiefsuffix. Afhankelijk van de fonologische eigenschappen van het grondwoord (klankkenmerken, beklemtoonde lettergreep) wordt het verkleinwoord gevormd met een van de volgende vijf suffixen: -je , -tje, -pje, -kje, -etje. Ook bij de vorming van de onvoltooid verleden tijd van Nederlandse zwakke werkwoorden komt allomorfie van het suffix voor; deze tijd wordt gevormd met -te als de stam op een stemloze medeklinker eindigt, en als gevolg van progressieve assimilatie met -de in andere gevallen (zie ook 't Kofschip). 
Bovengenoemde gevallen van allomorfie vormen een voorbeeld van complementaire distributie: bij elke stam kan meestal slechts één variant van het morfeem voorkomen. 
Er zijn trouwens wel enkele uitzonderingen hierop: zo komt kipje voor naast kippetje, bloempje 'kleine bloem' naast bloemetje 'boeket bloemen'.
Stamallomorfie komt in het Nederlands onder andere voor bij woorden op -ng, die een allomorf op -nk hebben als ze in een geleed woord voorkomen. Een voorbeeld daarvan is koning, dat de allomorf konink heeft in woorden als koninkrijk en koninklijk. 